# جورج فينتر بارك
جورج فينتر بارك (بالإنجليزية: George Winter Park)‏ هو سياسي أمريكي، ولد في 1834، وتوفي في 1901. انتخب عضو مجلس نواب ماساتشوستس.